# Aloe luapulana
Aloe luapulana är en grästrädsväxtart som beskrevs av Leslie Larry Charles Leach. Aloe luapulana ingår i släktet Aloe och familjen grästrädsväxter.
Artens utbredningsområde är Zambia. Inga underarter finns listade i Catalogue of Life.